# Anotylus tetratoma
Anotylus tetratoma är en skalbaggsart som först beskrevs av Gustav Czwalina 1870.  Anotylus tetratoma ingår i släktet Anotylus, och familjen kortvingar. Enligt den finländska rödlistan är arten starkt hotad i Finland. Arten har ej påträffats i Sverige. Artens livsmiljö är skogar.